# Mouna Ayoub
Mouna Ayoub   (Kuwait, 25 de febrer de 1957) (en àrab منى أيوب), és una empresaria libanesa, en un moment donat molt publicitada, que formava part de la jet-set francesa i estatunidencs, present al festival de Cannes i apareixent a la premsa rosa.

## Biografia
Mouna Ayoub és filla d'un empresari libanès. A vint anys, després d'estudiar a la Universitat de París I Panteó-Sorbona i fer de cambrera al restaurant libanès "Beirut" per arribar a final de mes, coneix un empresari saudita vint anys més gran que ella, Nasser al-Rashid. Es casa amb ell i es converteix a l'Islam, tot i que ella és cristiana maronita. Des de 1978, viu a Riad en el que diu que és una 
| « | gabia daurada | » |

 Porta l'abaia, el vel de les dones saudites, que la vesteix de cap a peus. Al-Rashid és proper al rei Fahd de l'Aràbia Saudita, la qual cosa li permet participar en grans projectes immobiliaris.
El 1996, després de divuit anys de matrimoni, va sol·licitar el divorci i va deixar el seu maritamb 420 milions de francs (63 milions d'euros.) Parla del seu matrimoni l'any 2000, a la seva autobiografia titulada La Vérité. En resposta a aquest llibre, Bernard Pascuito va publicar l'any 2001 Mouna Ayoub, l'altra veritat a Presses Chatelet.
L'any 2004, la revista Arabian Business va classificar Mouna Ayoub la quaranta-cinquena entre les persones més riques d'origen àrab, amb una fortuna estimada en 380 milions de dòlars. Viu entre Nova York, Mònaco i Neuilly-sur-Seine i les desfilades de moda organitzades a París.

## Una vida de luxe

### LaFocea

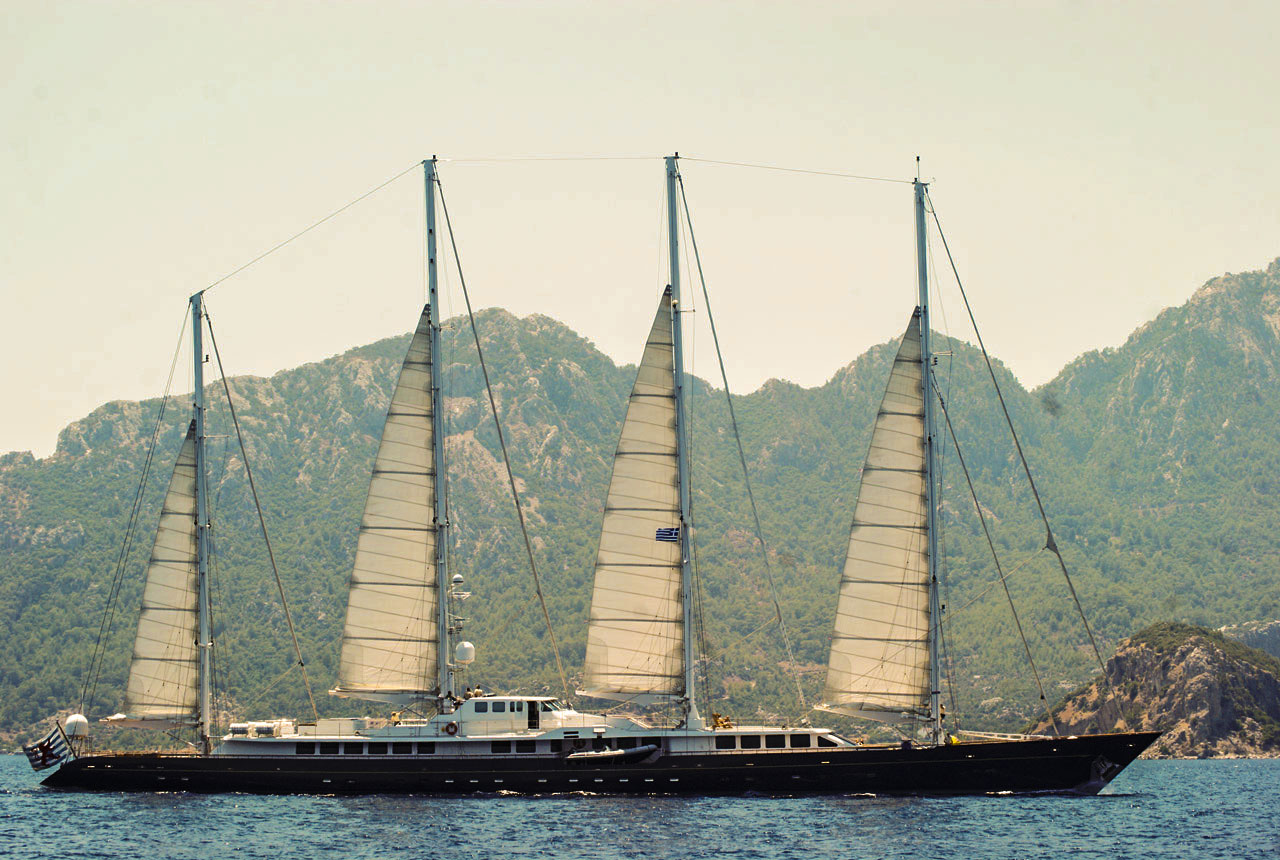
El vaixell de quatre pals Phocéa, enfonsat el 2021.

L'any 1997, Mouna Ayoub va comprar en una subhasta el iot de luxe de 75 metres anomenat Phocéa, un vaixell que abans pertanyia a l'empresari Bernard Tapie, per un preu de 36 milions de francs (5,56 milions d'euros), La va restaurar per 18,25 milions d'euros, confiant haver
| « | gastat una fortuna per restaurar-lo | » |

 Per això, revén diverses de les seves joies, inclòs un dels diamants grocs més grans del món, el "Mouna Diamond" de 112,53 quirats (22,51 g) per 2,52 milions d'euros (16,5 milions de francs) i un collaret Bulgari per valor de 2,33 milions d'euros (15,3 milions de francs).

Mouna Ayoub va invertir molts diners en la decoració de la Phocéa; va acollir a bord a celebritats internacionals, des de Kylie Minogue a Jack Nicholson, passant per membres de famílies reials (daneses, monaguesques o espanyoles).; El rei Joan Carles sempre ha estat benvingut a bord), grans empresaris, etc. Ho explica en el seu llibre La veritat: 
| « | la història d'amor entre Phocéa i jo va començar l'any 1992. Aquell estiu, nedant a la badia de Cala di Volpe, a Sardenya, em vaig dirigir per aquesta esplèndida barca (...). Em va captivar immediatament la seva forma afilada, els seus quatre pals blancs que s'enlairaven cap al cel, aquella aparença d'un llarg felí estirat sobre el mar. Amor a primera vista. (...) No podia apartar els ulls d'aquest veler. Va ser en aquell moment quan em vaig jurar que algun dia seria propietat meva | » |

L'any 2009, mentre estava hospitalitzada, tractada d'anorèxia, va descobrir que el iot ja no li pertanyia, venut pel seu fill gran (perquè estava preocupada per la salut de la seva mare) a causa de l'energia gastada ocupant-se'n) a un franco - canadenc, després es venen a l'home de negocis tailandès, Pascal Anh Quan Saken,que va rebatejar l'Enigma. Ella intenta tornar-lo a comprar després, sense èxit, però, diu, 
| « | Guardo el somni de tornar-lo a comprar, és el meu vaixell. Aquesta és la meva segona filla. Quan tinc una idea en ment, sé que sovint arribo al meu objectiu | » |

L'abril de 2014, va subhastar a l'hotel Drouot mobles, vaixella i altres accessoris de Phocea que havia conservat. Amb aquests diners, a més de la venda de les seva roba de prêt-à-porter de luxe, espera aconseguir el seu objectiu, rescatar el Phocéa. Encara que assegura que "cada objecte està unit a un record, especialment pel que fa als nens, de la seva infància a la seva adolescència", explica així la posada a la venda de totes aquestes peces:
| « | Ja no vull reviure aquells moments passats de la meva vida. Em fa molt mal tornar a aquests records. | » |

### Alta moda
Des de principis de la dècada de 1980, Mouna Ayoub també és coneguda per tenir la col·lecció privada més gran de peces d'alta costura, composta per més de 10.000 peces, a les quals s'afegeixen noves peces cada any. Des que ja no té el seu vaixell, Mouna Ayoub ha canviat l'esperit de creuer per un jòguing diari del qual ja no pot passar. 
| « | Resultat, he passat de la talla 40 a la 36! | » |

. Aquesta és la raó per la qual, tret que les cases de costura redissenyin tots els abillaments en els quals flota ("això equivaldria a una fortuna", diu), se separa de gran part d'elles el novembre de 2014 en una venda de prêt-à-porter, com sabates i barrets a joc.

## Publicació
- Mouna Ayoub, La Vérité, autobiografia, Michel Lafon, 2000, 234 p.ISBN 978-2-84098-624-9